# Сьюзен Аткінс
Сью́зен Дені́з А́ткінс, у другому шлюбі Вайтга́ус, англ. Susan Denise Atkins-Whitehouse; 7 травня 1948 — 24 вересня 2009) — американська вбивця, послідовниця сім'ї Менсона. Засуджена до смертної кари за вбивство акторки Шерон Тейт, Абігейл Фоулджер, Войцеха Фриковського і Джея Себрінга (після зміни законодавства штату смертну кару замінили на довічне ув'язнення).

## Біографія
Народилася у місті Сан-Габріел біля Лос-Анджелеса (штат Каліфорнія). Мала двох старших братів. Її батьки Жанетт і Едвард регулярно зловживали алкоголем. Коли їй було 13 років, її мати померла, а Сьюзен і її брати залишилися під опікою батька. Вона була дуже вразливою дівчинкою; вчителі говорили про неї як про винятково тиху і несміливу. Погані відносини з батьком і несміливість були причиною того, що Сьюзен почала створювати власний світ, а згодом втягнулася до злочинної «сім'ї» Чарлза Менсона. 
8 серпня 1969 року Сьюзен Аткінс взяла участь у вбивстві Шерон Тейт. За співучасть у вбивствах Аткінс була засуджена до смертної кари, але незабаром кару змінено на довічне ув'язнення. Присуд довічного ув'язнення вона провела у місті Фронтера. Під час перебування у в'язниці Сьюзен двічі одружилася, але так і не дістала дозволу не передчасне звільнення. 2 вересня 2009 року комісія, котра стежила за справою Аткінс і займалася її заявою про передчасне звільнення, відкинула її прохання. За три тижні по тому Сьюзен Аткінс померла в тюремній лікарні від злоякісної пухлини мозку. Після кремації прах Аткінс було передано її другому чоловіку адвокату Джеймсу Вайтгаусу (англ. James Whitehouse), з яким вона одружилася 1987 року.

## У масовій культури
- У телесеріалі «Водолій» (2015—2016) роль Седі (Сьюзен) Аткінс виконала акторка Ембер Чилдерс.
- У драмедії «Одного разу в… Голлівуді» роль Аткінсон виконала Майкі Медісон.